# 二王廟戰鬥
二王廟戰鬥發生於1934年4月5日，地點則是在中國江西省永新县沙市。是第一次国共内战主要戰鬥之一。該戰鬥交戰一方為中華民國國民革命軍，另一方則為中國共產黨所領導之中國工農紅軍。
这是湘赣苏区红军集中主力部队发动的伏击战。歼灭15师的侯鹏飞旅，旅长侯鵬赫（或作侯鹏飞）、旅参谋长赵楚卿、团长徐本桢被俘。王震回忆提及此次战斗，称之为湘赣苏区五次反“围剿”以来最大的胜利。